# Петиция рабочих и жителей Санкт-Петербурга 9 января 1905 года
Пети́ция рабо́чих и жи́телей Санкт-Петербу́рга 9 января́ 1905 го́да — исторический документ, петиция или челобитная, с которой петербургские рабочие во главе со священником Георгием Гапоном шли к царю Николаю II в день Кровавого воскресенья, 9 (22) января 1905 года. Петиция была составлена 5—8 января 1905 года Георгием Гапоном и группой рабочих — лидеров «Собрания русских фабрично-заводских рабочих г. Санкт-Петербурга» (далее — «Собрания») при участии представителей демократической интеллигенции. Петиция содержала ряд требований, часть из которых имела политический, а часть — экономический характер. Главным требованием Петиции было уничтожение власти чиновников и созыв народного представительства в форме Учредительного собрания на основе всеобщего, прямого, тайного и равного голосования. Остальные требования петиции делились на три части: «Меры против невежества и бесправия русского народа», «Меры против нищеты народной» и «Меры против гнёта капитала над трудом». Общее количество требований доходило до семнадцати. Политические требования петиции, предполагавшие ограничение самодержавия, были расценены правительством как «дерзкие» и послужили причиной разгона рабочего шествия.

## Идея петиции

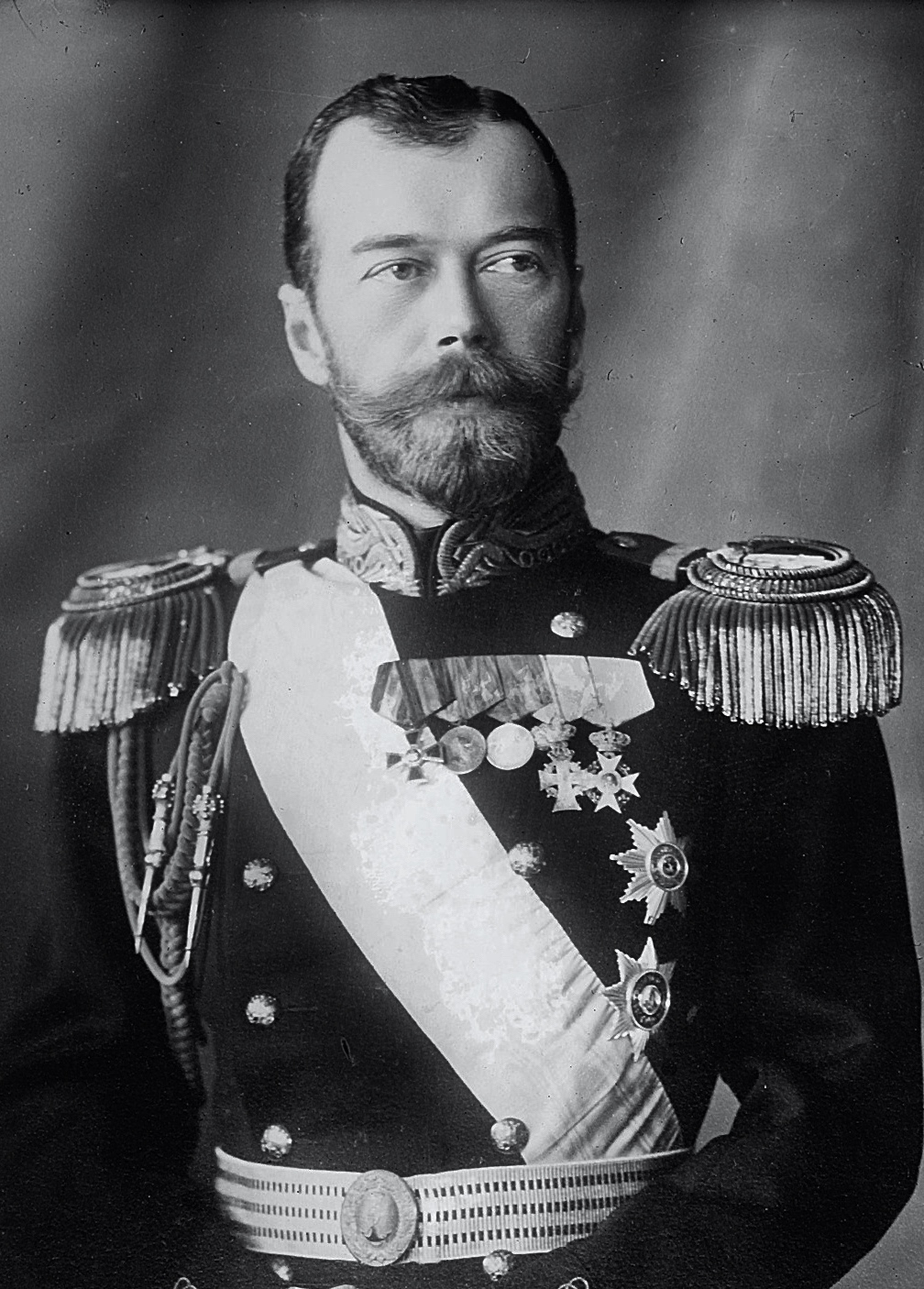
Император Николай II

Практика обращения к властям с прошениями восходит к глубокой древности. В средневековье такие прошения нередко именовались латинским словом «петиция», которое позднее перешло и в русский язык. На Руси такие прошения традиционно именовались челобитными (от выражения «челом бить» — отдавать земной поклон). В XVI—XVII веках практика подачи властям челобитных приобрела широкое распространение. Для их рассмотрения в Русском царстве был создан особый,Челобитный приказ. По мнению историка Н. П. Павлова-Сильванского, Петиция 9 января 1905 года имела своим прообразом «мирские» челобитные XVII века.
Идея обратиться к царю с челобитной о народных нуждах принадлежала священнику Георгию Гапону. Выпускник Санкт-Петербургской духовной академии, Григорий Гапон, возглавлял с 1903 года крупнейшую легальную рабочую организацию «Собрание русских фабрично-заводских рабочих г. Санкт-Петербурга». Созданное при покровительстве петербургского градоначальства и Департамента полиции, «Собрание» имело своей целью объединение рабочих для просвещения и взаимопомощи, что должно было ослабить влияние на них революционной пропаганды. Однако, лишённое надлежащего контроля со стороны властей, «Собрание» скоро уклонилось от заданных целей. На собраниях рабочих стали открыто обсуждать не только способы улучшения быта, но и способы борьбы рабочих за свои права. В числе таких способов рассматривались стачки, забастовки и более радикальные методы.
Впервые мысль обратиться к царю с челобитной была высказана Г. Гапоном в начале 1904 года. В своих мемуарах он вспоминал, что на эту идею его навели беседы с Е. А. Нарышкиной, статс-дамой при дворе царя Николая II. По её словам, Николай II был добрым и честным человеком, но лишённым твёрдости характера. В своём воображении Гапон создал образ идеального царя, не имевшего случая показать себя, но от которого только и можно было ожидать спасения России. «Я думал, — писал Гапон, — что, когда наступит момент, он покажется в настоящем своём свете, выслушает свой народ и сделает его счастливым». По свидетельству меньшевика А. А. Сухова, уже в марте 1904 года Гапон охотно развивал свою идею на встречах с рабочими. «Народу мешают чиновники, — говорил Гапон, — а с царём народ сговорится. Только надо не силой своего добиваться, а просьбой, по-старинному». Примерно в то же время им была высказана мысль об обращении к царю коллективно, «всем миром». «Надо всем нам просить, — говорил он на одном собрании рабочих. — Мы мирно пойдём, и нас услышат».

## Мартовская «Программа пяти»

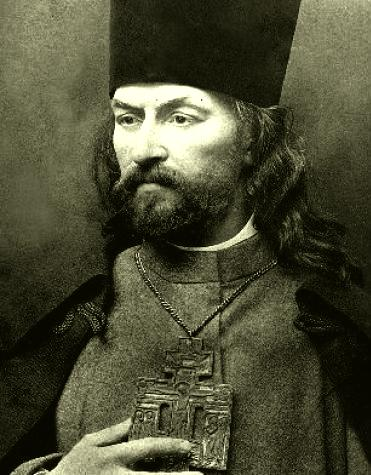
Священник Георгий Гапон

Первый набросок Петиции был составлен Гапоном в марте 1904 года и в исторической литературе получил название «Программы пяти». Уже с конца 1903 года Гапон завязал отношения с влиятельной группой рабочих с Васильевского острова, известной под названием «группы Карелина». Многие из них прошли через социал-демократические кружки, но имели тактические расхождения с социал-демократической партией. Стремясь привлечь рабочих к работе в своём «Собрании», Гапон убеждал их, что цель «Собрания» — настоящая борьба рабочих за свои права. Однако рабочих сильно смущала связь Гапона с Департаментом полиции, и они долго не могли победить в себе недоверие к загадочному священнику. Чтобы выяснить политическое лицо Гапона, рабочие предложили ему прямо высказать свои взгляды. «Что вы, товарищи, не помогаете?» — нередко спрашивал их Гапон, на что рабочие отвечали: «Георгий Аполлонович, кто Вы такой, скажите, — может быть, мы и будем Вам товарищами, а до сих пор мы так о Вас ничего и не знаем».
В марте 1904 года Гапон собрал на своей квартире четырёх рабочих и, взяв с них слово молчать о предмете обсуждения, изложил им свою программу. В этом собрании участвовали рабочие А. Е. Карелин, Д. В. Кузин, И. В. Васильев и Н. М. Варнашёв. По рассказу И. И. Павлова, Карелин в очередной раз предложил Гапону раскрыть свои карты. «Да, наконец, скажите нам, о. Георгий, кто Вы и что Вы. Какая Ваша программа и тактика, и куда и зачем Вы нас ведёте?» — «Кто я и что я, — возразил Гапон, — я вам уже говорил, а куда и зачем я вас веду… вот, смотрите», — и Гапон бросил на стол исписанную красными чернилами бумагу, в которой перечислялись по пунктам нужды рабочего люда. Это и был проект петиции 1905 года, а тогда он рассматривался как программа руководящего кружка «Собрания». Проект включал в себя три группы требований: I. Меры против невежества и бесправия русского народа; II. Меры против нищеты народной и III. Меры против гнёта капитала над трудом, — и впоследствии целиком вошёл в первую редакцию гапоновской Петиции.
Ознакомившись с текстом программы, рабочие пришли к выводу, что она для них приемлема. «Мы были поражены тогда, — вспоминал А. Е. Карелин. — Ведь я всё же был большевиком, с партией не порвал, помогал ей, разбирался; Кузин был меньшевиком. Варнашёв и Васильев, хотя и были беспартийными, однако честные, преданные, хорошие, понимающие люди. И вот все мы увидели, что то, что написал Гапон, шире социал-демократов. Мы и поняли тут, что Гапон честный человек, и поверили ему». Н. М. Варнашёв в своих воспоминаниях добавлял, что «ни для кого из собравшихся программа не была сюрпризом, ибо отчасти ими же Гапон вынужден был выработать её». На вопрос рабочих, как он собирается обнародовать свою программу, Гапон ответил, что не собирается её обнародовать, а предполагает сначала расширить деятельность своего «Собрания», чтобы в него вошло как можно больше людей. Насчитывая в своих рядах тысячи и десятки тысяч людей, «Собрание» превратится в такую силу, с которой по необходимости вынуждены будут считаться и капиталисты, и правительство. Когда на почве всеобщего недовольства возникнет экономическая стачка, тогда можно будет предъявить правительству и политические требования. Рабочие согласились с этим планом.
После этого случая Гапону удалось преодолеть недоверие радикальных рабочих, и они согласились ему помогать. Вступив в ряды «Собрания», Карелин и его товарищи повели в массах агитацию за вступление в гапоновское общество, и его численность стала расти. В то же время «карелинцы» продолжали следить, чтобы Гапон не отступал от намеченной программы, и при каждом удобном случае напоминали ему о взятых на себя обязательствах.

## Кампания земских петиций

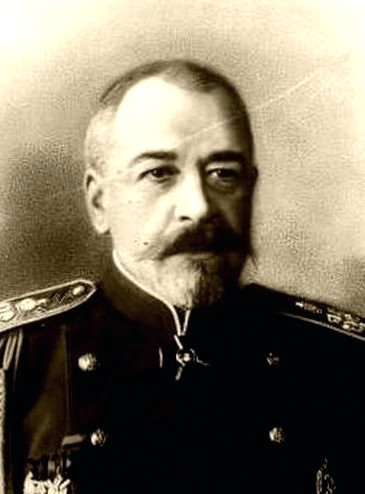
Министр внутренних дел Пётр Святополк-Мирский

Осенью 1904 года с назначением министром внутренних дел П. Д. Святополк-Мирского в стране началось политическое пробуждение, получившее название «весны Святополк-Мирского». В этот период активизировалась деятельность либеральных сил, требовавших ограничения самодержавия и введения конституции. Во главе либеральной оппозиции стоял созданный в 1903 году «Союз освобождения», объединявший широкие круги интеллигенции и земских деятелей. По инициативе «Союза освобождения» в ноябре 1904 года в стране началась широкомасштабная кампания земских петиций. Земства и другие общественные учреждения обращались к высшим властям с петициями или резолюциями, в которых призывали к введению в стране политических свобод и народного представительства. Образцом такой резолюции стало Постановление Земского съезда, состоявшегося в Петербурге 6—9 ноября 1904 года. Вследствие допущенного правительством ослабления цензуры тексты земских петиций проникали в печать и становились предметом всеобщего обсуждения. Общий политический подъём стал сказываться и на настроениях рабочих. «В наших кругах ко всему прислушивались, и всё происходящее немало нас волновало, — вспоминал один из рабочих. — Свежая струя воздуха кружила нам голову, и одно собрание сменяло другое». В окружении Гапона стали говорить о необходимости присоединения рабочих к общему голосу всей России.
В том же месяце лидеры петербургского «Союза освобождения» установили контакт с руководством «Собрания русских фабрично-заводских рабочих». В начале ноября 1904 года группа представителей «Союза освобождения» встретилась с Георгием Гапоном и руководящим кружком «Собрания». Во встрече участвовали Е. Д. Кускова, С. Н. Прокопович, В. Я. Яковлев-Богучарский и ещё два человека. Они предложили Гапону и его рабочим присоединиться к общей кампании и обратиться к властям с петицией, аналогичной петиции представителей земств. Гапон с энтузиазмом схватился за эту идею и обещал употребить всё своё влияние, чтобы провести её на собраниях рабочих. В то же время Гапон и его соратники настаивали на выступлении со своей особой, рабочей петицией. У рабочих было сильное желание «предложить своё, с низов», — вспоминал участник встречи А. Е. Карелин. Во время встречи «освобожденцы», рассматривая устав гапоновского «Собрания», обратили внимание на некоторые его сомнительные параграфы. В ответ Гапон заявил, «что устав — это только ширма, что настоящая программа общества иная, и попросил рабочего принести выработанную ими резолюцию политического характера». Это была мартовская «Программа пяти». «Уже тогда было ясно, — вспоминала одна из участниц встречи, — что эти резолюции совпадают с резолюциями интеллигенции». Ознакомившись с гапоновской программой, «освобожденцы» подчеркнули многозначительность такой петиции. «Что ж, хорошая штука, много наделает шуму, подъём большой будет, — сказал Прокопович, — но только ведь вас-то арестуют». — «Ну, и хорошо!» — ответили рабочие.
28 ноября 1904 года состоялось собрание руководителей отделов гапоновского общества, на котором Гапон выдвинул идею выступления с рабочей петицией. Собравшиеся должны были принять «Программу пяти» как петицию или резолюцию для публичного заявления требований рабочих. Участникам собрания предлагалось взвесить серьёзность предпринимаемого шага и принимаемую на себя ответственность, а при «несочувствии» спокойно отойти в сторону, дав честное слово молчать. По итогам собрания было решено выступить с рабочей петицией, вопрос о форме и содержании которой оставлялся на усмотрение Гапона. Председатель собрания Н. М. Варнашёв в своих воспоминаниях называет это событие «заговором на выступление». После этого заседания руководители «Собрания» повели в массах агитацию за выступление с политическими требованиями. «Мы глухо внедряли идею выступления с петицией на каждом собрании, в каждом отделе», — вспоминал А. Е. Карелин. На собраниях рабочих стали читаться и обсуждаться печатавшиеся в газетах земские петиции, а руководители «Собрания» давали им толкование и связывали политические требования с экономическими нуждами рабочих.

## Борьба за подачу петиции

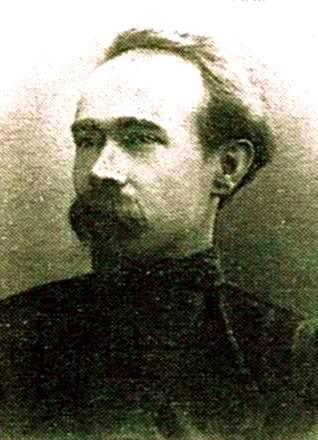
Рабочий Алексей Карелин

В декабре 1904 года в руководстве «Собрания» произошёл раскол по вопросу подачи петиции. Часть руководства во главе с Гапоном, увидев возможный провал кампании земских петиций, стала откладывать подачу петиции на будущее. К Гапону примыкали рабочие Д. В. Кузин и Н. М. Варнашёв. Гапон был уверен, что подача петиции, не подкреплённая восстанием масс, приведёт только к закрытию «Собрания» и аресту его руководителей. В разговорах с рабочими он заявлял, что петиция — это «мёртвое дело, заранее приговорённое к смерти», а сторонников немедленной подачи петиции называл «скорополитиками». В качестве альтернативы Гапон предлагал расширить деятельность «Собрания», распространив его влияние на другие города, и только после этого выступать со своими требованиями. Первоначально он планировал приурочить выступление к ожидавшемуся падению Порт-Артура, а затем перенёс его на 19 февраля — годовщину освобождения крестьян при Александре II.
В противовес Гапону, другая часть руководства во главе с А. Е. Карелиным и И. В. Васильевым настаивала на скорейшем выступлении с петицией. К ним примыкала внутренняя «оппозиция» Гапону в «Собрании», представленная группой Карелина и рабочими, имевшими более радикальный образ мысли. Они считали, что подходящий момент для подачи петиции уже наступил, и рабочие должны действовать сообща с представителями других классов. Эту группу рабочих активно поддерживали интеллигенты из «Союза освобождения». Одним из пропагандистов идеи петиции был помощник присяжного поверенного И. М. Финкель, читавший в «Собрании» лекции по рабочему вопросу. Будучи беспартийным, Финкель был связан с петербургскими меньшевиками и левым крылом «Союза освобождения». В своих выступлениях он говорил рабочим: «Земцы, юристы и другие общественные деятели составляют и подают петиции с изложением своих требований, а рабочие остаются безучастными к этому. Если они этого не сделают, то другие, получив что-либо по своим требованиям, уже о рабочих не вспомнят, и они останутся ни при чём».
Обеспокоенный растущим влиянием Финкеля, Гапон потребовал удалить его и других интеллигентов с заседаний руководящего кружка «Собрания», а в разговорах с рабочими стал настраивать их против интеллигенции. «Интеллигенты кричат только из-за того, чтобы захватить власть, а после и сядут на нашу шею и на мужика, — убеждал их Гапон. — Это будет хуже самодержавия». В ответ сторонники петиции решили действовать по-своему. По воспоминаниям И. И. Павлова, оппозиция составила заговор с целью «свалить Гапона с его пьедестала „рабочего вождя“». Было решено, что, если Гапон откажется выступать с петицией, то оппозиция пойдёт выступать без него. Конфликт в руководстве «Собрания» обострился до предела, но был остановлен событиями, связанными с Путиловской забастовкой.

## Экономические требования рабочих

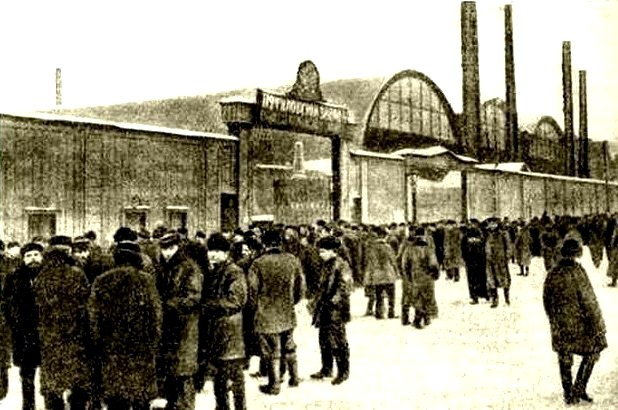
Бастующие рабочие у ворот Путиловского завода

В декабре 1904 года на Путиловском заводе произошёл инцидент с увольнением четырёх рабочих, состоявших в гапоновском «Собрании». Первоначально этому событию не придали большого значения, но затем распространился слух, что рабочих уволили за их принадлежность к «Собранию». Это было воспринято как вызов, брошенный «Собранию» со стороны капиталистов, и на экстренном заседании 27 декабря 1904 года на Васильевском острове руководством «Собрания» было решено требовать восстановления уволенных рабочих. В случае неисполнения требований было решено объявить на Путиловском заводе забастовку, а при необходимости распространить её на все заводы и фабрики Петербурга. На заседании также был поднят вопрос о подаче петиции, и после жарких споров было решено выступить с петицией только в том случае, если экономические требования рабочих не будут удовлетворены. Решающим оказалось выступление А. Е. Карелина, заявившего, что подачей петиции рабочие очистят себя от репутации «зубатовцев». С этого момента конфликт между Гапоном и оппозицией угас, и все объединились в деле борьбы с заводчиками и фабрикантами. Сам Гапон рассчитывал, что требования рабочих будут удовлетворены и до подачи петиции дело не дойдёт.
3 января на Путиловском заводе была объявлена забастовка, а 5 января она распространилась на другие предприятия Петербурга. К 7 января забастовка охватила все заводы и фабрики Петербурга и превратилась во всеобщую. Первоначальное требование восстановить на работе уволенных рабочих сменилось списком широких экономических требований, предъявленных к администрациям заводов и фабрик. В условиях забастовки каждый завод и каждая мастерская стали выдвигать свои экономические требования и предъявлять их своей администрации. Чтобы унифицировать требования разных фабрик и заводов, руководство «Собрания» составило стандартный список экономических требований рабочего класса. Список был размножен методом гектографирования и в таком виде, за подписью Гапона, распространялся по всем предприятиям Петербурга. 4 января Гапон во главе депутации рабочих явился к директору Путиловского завода С. И. Смирнову и ознакомил его со списком требований. На других заводах депутации от рабочих предъявляли аналогичный список требований своей администрации.
Стандартный список экономических требований рабочих включал в себя такие пункты: о восьмичасовом рабочем дне; об установлении расценок на изделия совместно с рабочими и с их согласия; о создании совместной с рабочими комиссии по разбору претензий и жалоб рабочих на администрацию; об увеличении платы женщинам и чернорабочим до одного рубля в день; об отмене сверхурочных работ; об уважительном отношении к рабочим со стороны медицинского персонала; об улучшении санитарных условий мастерских и др. Впоследствии все эти требования были воспроизведены во вводной части Петиции 9 января 1905 года. Их изложение предварялось словами: «Мы немногого просили, мы желали только того, без чего не жизнь, а каторга, вечная мука». Нежеланием заводчиков исполнить эти требования мотивировались обращение к царю и вся политическая часть петиции.

## Резолюция рабочих об их насущных нуждах

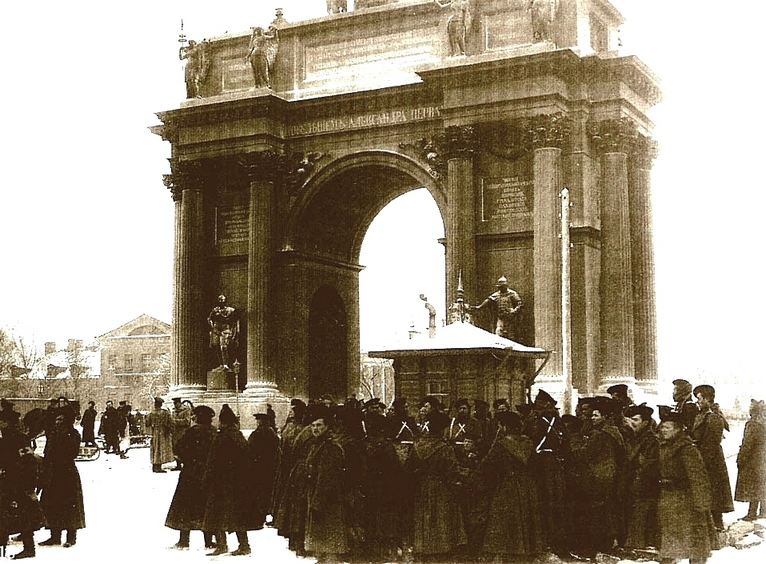
Солдаты у Нарвских ворот накануне 9 января

4 января Гапону и его соратникам стало окончательно ясно, что заводчики не исполнят экономических требований и что забастовка проиграна. Проигранная забастовка была катастрофой для гапоновского «Собрания». Было ясно, что рабочая масса не простит вожакам несбывшихся ожиданий, а правительство закроет «Собрание» и обрушит на его руководство репрессии. По словам фабричного инспектора С. П. Чижова, Гапон оказался в положении человека, которому некуда отступать. В этой ситуации Гапон и его помощники решились на крайнюю меру — встать на путь политики и обратиться за помощью к самому царю.
5 января, выступая в одном из отделов «Собрания», Гапон заявил, что заводчики одерживают верх над рабочими потому, что на их стороне стоит чиновничье правительство. Значит, рабочие должны обратиться непосредственно к царю и потребовать его ликвидировать чиновничье «средостение» между ним и его народом. «Если существующее правительство отворачивается от нас в критический момент нашей жизни, если оно не только не помогает нам, но даже становится на сторону предпринимателей, — говорил Гапон, — то мы должны требовать уничтожения такого политического строя, при котором на нашу долю выпадает только одно бесправие. И отныне да будет нашим лозунгом: „Долой чиновничье правительство!“» С этого момента забастовка приобрела политический характер, и на повестку дня встал вопрос о формулировании политических требований. Было ясно, что сторонники петиции одержали верх, и оставалось только подготовить и предъявить её царю. Начиная с 4—5 января Гапон, в прошлом противник немедленной подачи петиции, стал её активным сторонником.
В тот же день Гапон взялся за подготовку петиции. По уговору, в основу петиции должна была лечь мартовская «Программа пяти», выражавшая общие требования рабочего класса и давно рассматривавшаяся как тайная программа гапоновского «Собрания». 5 января «Программа пяти» была впервые предана гласности и зачитывалась на собраниях рабочих в качестве проекта петиции или резолюции для обращения к царю. Однако у программы был существенный недостаток: она содержала только список требований рабочих без каких-либо предисловий и пояснений к ним. Необходимо было дополнить список текстом, содержавшим описание бедственного положения рабочих и мотивов, побудивших их обратиться с требованиями к царю. С этой целью Гапон обратился к нескольким представителям интеллигенции, предложив им написать черновик такого текста.
Первым, к кому обратился Гапон, был известный журналист и писатель С. Я. Стечкин, писавший в «Русской газете» под псевдонимом Н. Строев. 5 января Стечкин собрал у себя на квартире на Гороховой улице группу партийных интеллигентов из числа меньшевиков. По воспоминаниям И. И. Павлова, явившись на квартиру на Гороховой, Гапон заявил, что «события развёртываются с поразительной быстротой, шествие к Дворцу неизбежно, а у меня пока только всего и имеется…» — с этими словами он бросил на стол три листка, исписанные красными чернилами. Это был проект петиции, а вернее, всё та же «Программа пяти», хранившаяся в неизменном виде с марта 1904 года. Ознакомившись с проектом, меньшевики заявили, что для социал-демократов такая петиция неприемлема. В ответ Гапон предложил им внести в неё изменения или написать свой вариант петиции. Тогда же меньшевики вместе со Стечкиным составили свой проект петиции, получивший название «Резолюции рабочих об их насущных нуждах». Этот текст, выдержанный в духе партийных программ, был зачитан в тот же день в нескольких отделах «Собрания», и под ним было собрано несколько тысяч подписей. Центральным пунктом в нём было требование созыва Учредительного собрания, содержались также требования политической амнистии, прекращения войны и национализации фабрик, заводов и помещичьих земель.

## Составление гапоновской петиции

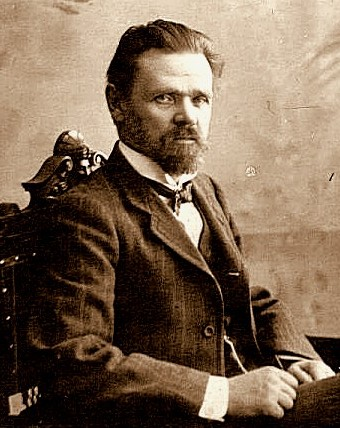
Историк Василий Богучарский

Написанная меньшевиками «Резолюция рабочих об их насущных нуждах» не удовлетворила Гапона. Резолюция была написана сухим, деловым языком, в ней отсутствовало обращение к царю, а требования предъявлялись в категоричной форме. Как опытный проповедник, Гапон знал, что язык партийных революционеров не находит отклика в душе простого народа. Поэтому в те же дни, 5—6 января, он обратился с предложением написать черновик петиции ещё к троим интеллигентам: одному из лидеров «Союза освобождения», В. Я. Яковлеву-Богучарскому, писателю и этнографу В. Г. Тану-Богоразу и журналисту газеты «Наши дни» А. И. Матюшенскому. Историк В. Я. Яковлев-Богучарский, получивший от Гапона проект петиции 6 января, отказался вносить изменения, мотивируя это тем, что под ним уже было собрано не менее 7000 подписей рабочих. Впоследствии историк вспоминал об этих событиях, говоря о себе в третьем лице:
«6 января, в 7—8 часов вечера, один из знакомых с Гапоном освобожденцев (назовём его хоть NN), получив сведения о том, что Гапон даёт рабочим подписывать какую-то петицию, отправился в отдел на Выборгской стороне, где и встретился с Гапоном. Последний тотчас же дал NN петицию, сообщив, что под нею уже собрано 7000 подписей (многие рабочие продолжали давать свои подписи в присутствии NN) и просил его проредактировать петицию и внести в неё изменения, которые NN найдёт нужным. Взявши петицию к себе домой и проштудировавши её внимательно, NN вполне убедился, — на чём настаивает и теперь самым решительным образом, — что петиция эта представляла собою лишь развитие тех тезисов, которые NN видел у Гапона в писаном виде ещё в ноябре 1904 года. Петиция действительно нуждалась в изменениях, но, ввиду того, что под нею уже были собраны подписи рабочих, NN и его товарищи не сочли себя вправе вносить хотя бы и самые малейшие в неё изменения. Поэтому петиция была возвращена Гапону (на Церковную, 6) на следующий день (7 января) к 12 ч. дня в том самом виде, в каком она была получена от Гапона накануне».
Два других представителя интеллигенции, получившие проект петиции, оказались сговорчивее Богучарского. По некоторым данным, один из вариантов текста был написан В. Г. Таном-Богоразом, однако и его содержание, и дальнейшая судьба остались неизвестными. Последний вариант текста был написан сотрудником «Наших дней» журналистом А. И. Матюшенским. Матюшенский был известен как автор статей о жизни бакинских рабочих и бакинской рабочей забастовке. 6 января он поместил в газетах своё интервью с директором Путиловского завода С. И. Смирновым, чем и привлёк внимание Гапона. Некоторые источники утверждают, что именно текст, написанный Матюшенским, Гапон взял за основу при составлении своей петиции. Сам Матюшенский впоследствии заявлял, что петиция написана им, но у историков это заявление вызывает сильные сомнения.
По мнению исследователя петиции А. А. Шилова, её текст написан в стиле церковной риторики, что явно указывает на авторство Гапона, привыкшего к подобным проповедям-рассуждениям. Авторство Гапона устанавливается также свидетельствами участников событий 9 января. Так, рабочий В. А. Янов, председатель Нарвского отдела «Собрания», на вопрос следователя о петиции отвечал: «Писана она была рукою Гапона, находилась всегда при нём, и он её часто переделывал». Председатель Коломенского отдела «Собрания» И. М. Харитонов, в дни перед 9 января не расстававшийся с Гапоном, утверждал, что написана она была Гапоном, а Матюшенский только поправил стиль в начале и в конце текста. А казначей «Собрания» А. Е. Карелин в своих воспоминаниях указывал на то, что петиция была написана характерным гапоновским слогом: «Этот гапоновский слог ведь особенный. Это слог простой, ясный, точный, хватающий за душу, как его голос». Не исключено, однако, что Гапон всё же использовал черновик Матюшенского при составлении своего текста, но прямых доказательств этому нет.
Так или иначе, в ночь с 6 на 7 января Гапон, ознакомившись с вариантами, предложенными ему интеллигентами, отверг их все и написал свой собственный вариант петиции, который и вошёл в историю под именем Петиции 9 января 1905 года. В основу петиции была положена мартовская «Программа пяти», вошедшая в первую редакцию текста без изменений. В начале к ней было добавлено обширное предисловие, содержащее обращение к царю, описание бедственного положения рабочих, их безуспешной борьбы с фабрикантами, требование устранить власть чиновников и ввести народное представительство в форме Учредительного собрания. А в конце был добавлен призыв к царю выйти к народу и принять петицию. Этот текст читался в отделах «Собрания» 7, 8 и 9 января, и под ним были собраны десятки тысяч подписей. При обсуждении петиции 7 и 8 января в него продолжали вноситься некоторые поправки и дополнения, и окончательный текст петиции принял более всенародный характер. 8 января этот последний, отредактированный текст петиции был отпечатан на машинке в количестве 12 экземпляров: один для самого Гапона и по одному — для 11 отделов «Собрания». Именно с этим текстом петиции рабочие шли к царю 9 января 1905 года. Один из экземпляров текста, за подписью Гапона и рабочего И. В. Васильева, хранился впоследствии в Ленинградском музее революции.

## Структура и содержание петиции
По своей структуре текст гапоновской Петиции делился на три части. Первая часть начиналась обращением к царю. В соответствии с библейской и древнерусской традицией, в петиции к царю обращались на «Ты», извещая его о том, что рабочие и жители Петербурга пришли к нему искать правды и защиты. Далее в петиции говорилось о бедственном и рабском положении рабочих, которые вынуждены молча терпеть свою горькую участь, об их нищете и угнетении, Говорилось также, что положение рабочих становилось всё хуже и хуже, и теперь их терпению пришёл конец. «Для нас пришёл тот страшный момент, когда лучше смерть, чем продолжение невыносимых мук».
Затем в петиции излагалась история тяжбы рабочих с заводчиками и фабрикантами, которые обобщённо именовались хозяевами. Рассказывалось о том, как рабочие бросили работу и заявили своим хозяевам, что не станут на работу, пока те не исполнят их требований. После этого излагался список требований, предъявленных рабочими своим хозяевам во время январской забастовки. Говорилось, что эти требования были незначительными, но хозяева и их отказались выполнять. Далее в петиции указывалась причина отказа, состоявшая в том, что требования рабочих были признаны не соответствующими закону. Говорилось, что с точки зрения хозяев, всякая просьба рабочих была преступлением, а их желание улучшить своё положение — недопустимой дерзостью.
Далее в петиции раскрывался её главному тезис — бесправие рабочих как главная причина их угнетения хозяевами. Утверждалось, что за рабочими, как и за всем русским народом, не признают ни одного человеческого права, даже права говорить, думать, собираться, обсуждать свои нужды и принимать меры к улучшению своего положения. Упоминалось о репрессиях в отношении выступавших на защиту интересов рабочего класса. Затем в петиции было обращение к царю, где указывалось на божественное происхождение царской власти и на противоречие, существующее между человеческими и божескими законами. Утверждалось, что существующие законы противоречат божественным установлениям, что они несправедливы, при них простому народу невозможно жить. «Не лучше ли умереть, — умереть всем нам, трудящимся людям всей России? Пусть живут и наслаждаются капиталисты и чиновники-казнокрады, грабители русского народа». Наконец, указывалась и причина несправедливых законов — засилье чиновников, узурпировавших власть и превратившихся в средостение между царём и его народом.
Во второй части излагались требования, с которыми рабочие пришли к стенам царского дворца. Главным требованием рабочих названо уничтожение власти чиновников, ставших стеной между царём и его народом, и привлечение народа к управлению государством. Говорилось, что Россия слишком велика, а нужды её слишком многообразны и многочисленны, чтобы только чиновники могли управлять ею. Из этого делался вывод о необходимости народного представительства. «Необходимо, чтобы сам народ помогал себе, ведь ему только и известны истинные его нужды». Царя призывали немедленно созвать народных представителей от всех классов и всех сословий — рабочих, капиталистов, чиновников, духовенства, интеллигенции — и избрать Учредительное собрание на основе всеобщего, прямого, тайного и равного голосования. Это требование объявлялось главной просьбой рабочих, «в которой и на которой зиждется всё», и главным лекарством от их больных ран.
Далее к требованию народного представительства присоединялся список дополнительных требований, необходимых «для излечения народных ран». Этот список представлял собой изложение мартовской «Программы пяти», вошедшей в первую редакцию петиции без изменений. Список состоял из трёх параграфов: I. Меры против невежества и бесправия русского народа, II. Меры против нищеты народа и III. Меры против гнёта капитала над трудом.
Первый параграф — Меры против невежества и бесправия русского народа — состоял из таких пунктов: свобода и неприкосновенность личности, свобода слова, свобода печати, свобода собраний, свобода совести в деле религии; общее и обязательное народное образование за государственный счёт; ответственность министров пред народом и гарантия законности управления; равенство перед законом всех без исключения; немедленное возвращение всех пострадавших за убеждения. Второй параграф — Меры против нищеты народа — включал следующие пункты: отмена косвенных налогов и замена их прямым, прогрессивным и подоходным налогом; отмена выкупных платежей, дешёвый кредит и постепенная передача земель народу. Наконец, в третий параграф — Меры против гнёта капитала над трудом — вошли такие пункты: охрана труда законом; свобода потребительно-производительных и профессиональных рабочих союзов; восьмичасовой рабочий день и нормирование сверхурочных работ; свобода борьбы труда с капиталом; участие представителей рабочего класса в выработке законопроекта о государственном страховании рабочих; нормальная заработная плата.
Во второй, последней редакции петиции, с которой рабочие шли к царю 9 января, к этим требованиям были добавлены ещё несколько пунктов, в частности: отделение церкви от государства; исполнение заказов военного и морского ведомства в России, а не за границей; прекращение войны по воле народа; отмена института фабричных инспекторов. В результате общее количество требований увеличилось до 17 пунктов, причём некоторые из требований были усилены добавлением слова «немедленно».
За списком требований следовала последняя, заключительная часть петиции. В ней содержалось очередное обращение к царю с призывом принять петицию и исполнить её требования, причём от царя требовали не только принять, но и поклясться в их исполнении. «Повели и поклянись исполнить их, и Ты сделаешь Россию счастливой и славной, а имя своё запечатлеешь в сердцах наших и наших потомков на вечные времена». Рабочие выражали готовность умереть у стен царского дворца, если царь не выполнит их требований. «А не повелишь, не отзовёшься на нашу мольбу, — мы умрём здесь, на этой площади, пред твоим дворцом. Нам некуда больше идти и незачем! У нас только два пути — или к свободе и счастью, или в могилу». Эта часть заканчивалась выражением готовности принести свою жизнь в жертву для исстрадавшейся России и утверждением, что рабочим не жаль этой жертвы и они охотно приносят её.

## Чтение и сбор подписей под петицией

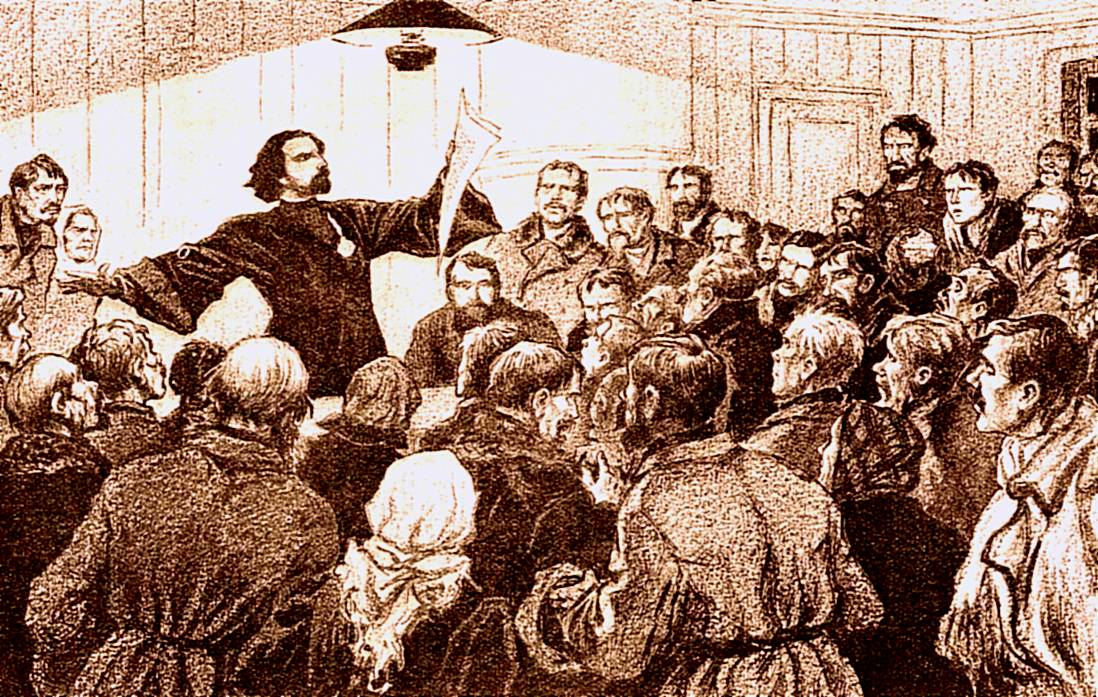
«Гапон читает петицию в собрании рабочих». Рисунок неизвестного художника.

Начиная с 7 января «гапоновская» петиция читалась во всех отделах рабочего «Собрания». К этому времени в Петербурге было 11 отделов «Собрания»: Выборгский, Нарвский, Василеостровский, Коломенский, Рождественский, Петербургский, Невский, Московский, Гаваньский, Колпинский и на Обводном канале. В некоторых отделах петицию читал сам Гапон, в других местах — председатели отделов, их помощники и рядовые активисты «Собрания». В эти дни гапоновские отделы стали местом массового паломничества петербургских рабочих. Люди шли изо всех районов, чтобы послушать речи, в которых им впервые в жизни в простых словах открывалась политическая мудрость. В эти дни из рабочей среды выдвинулось множество ораторов, умевших говорить понятным народным массам языком. Люди вереницей приходили в отделы, слушали петицию, ставили под ней свои подписи, а затем уходили, уступая место другим. Отделы сделались центрами рабочей жизни Петербурга. По словам очевидцев, город напоминал один массовый митинг, на котором царила такая широкая свобода слова, какой никогда не видел Петербург.
Обычно чтение петиции проходило следующим образом. В помещение отдела впускалась очередная партия людей, после чего один из ораторов произносил вступительную речь, а другой начинал чтение петиции. Когда чтение доходило до конкретных пунктов петиции, оратор давал каждому пункту подробное толкование, а затем обращался к аудитории с вопросом: «Верно, товарищи?» или «Так, товарищи?» — «Верно!.. Так!..» — хором отвечала толпа. В тех случаях, когда толпа не давала единого ответа, спорный пункт толковался снова и снова, пока аудитория не приводилась к согласию. После этого толковался следующий пункт, потом третий и так до конца. Добившись согласия со всеми пунктами, оратор читал заключительную часть петиции, в которой говорилось о готовности рабочих умереть у стен царского дворца, если их требования не будут исполнены. Затем он обращался к аудитории с вопросом: «Готовы ли вы стоять за эти требования до конца? Готовы ли вы умереть за них? Клянётесь ли вы в этом?» — И толпа хором отвечала: «Клянёмся!.. Умрём все, как один!..» Такие сцены происходили во всех отделах «Собрания». По многочисленным свидетельствам, в отделах царила атмосфера религиозной экзальтации: люди плакали, бились кулаками о стены и клялись явиться на площадь и умереть за правду и свободу.
Наибольшее возбуждение царило там, где выступал сам Гапон. Он разъезжал по всем отделам «Собрания», овладевал аудиторией, читал и толковал петицию. Заканчивая чтение петиции, он говорил, что если царь не выйдет к рабочим и не примет петицию, то он больше не царь: «Тогда я первый скажу, что у нас нет царя». Выступлений Гапона ожидали на жестоком морозе по много часов. В Невском отделе, куда он приехал вечером 7 января, собралась многотысячная толпа, которая не могла вместиться в помещение отдела. Гапон вместе с председателем отдела вышел во двор, встал на бак с водой и при свете факелов стал толковать петицию. Многотысячная толпа рабочих слушала в могильной тишине, боясь пропустить хотя бы одно слово оратора. Когда Гапон закончил чтение словами: «Пусть наша жизнь будет жертвой для исстрадавшейся России. Нам не жаль этой жертвы, мы охотно приносим её!» — вся толпа, как один человек, грянула громовым раскатом: «Пусть!.. Не жаль!.. Умрём!..» А после слов, что если царь не примет рабочих, то «такого царя нам не надо», раздался многотысячный гул: «Да!.. Не надо!..»
Подобные сцены происходили во всех отделах «Собрания», через которые в те дни прошли десятки тысяч людей. В Василеостровском отделе один пожилой оратор говорил: «Товарищи, помните ли вы Минина, который обратился к народу, чтобы спасти Русь! Но от кого? От поляков. Теперь мы должны спасти Русь от чиновников… Я первый пойду, в первых рядах, и когда мы падём, вторые ряды за нами. Но не может быть, чтобы он велел в нас стрелять…» Накануне 9 января во всех отделах уже говорилось о том, что царь может не принять рабочих и выслать против них солдат. Однако это не остановило рабочих, а придало всему движению характер какого-то религиозного экстаза. Во всех отделах «Собрания» до самого 9 января продолжался сбор подписей под петицией. Рабочие настолько верили в силу своей подписи, что придавали ей магическое значение. К столу, где собирались подписи, на руках приносили больных, стариков и инвалидов для совершения этого «святого акта». Общее количество собранных подписей неизвестно, но оно исчислялось десятками тысяч. Только в одном отделе журналист Н. Симбирский насчитал около 40 тысяч подписей. Листки с подписями рабочих хранились у историка Н. П. Павлова-Сильванского, а после его смерти в 1908 году были изъяты полицией. Их дальнейшая судьба неизвестна.

## Петиция и царское правительство

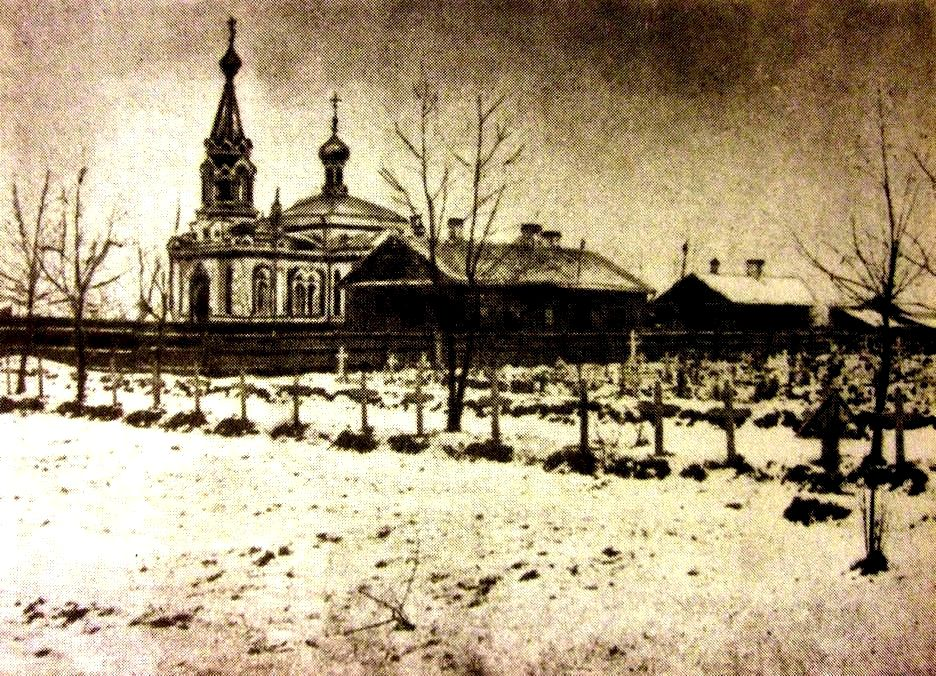
Могилы жертв «Кровавого воскресенья» на Преображенском кладбище под Петербургом

Царское правительство узнало о содержании «гапоновской» петиции не позднее 7 января. В этот день Гапон явился на приём к министру юстиции Н. В. Муравьёву и вручил ему один из списков петиции. Министр удивил Гапона сообщением, что у него уже есть такой текст. По воспоминаниям Гапона, министр обратился к нему с вопросом: «Скажите мне откровенно, что все это значит?» Взяв с министра честное слово, что тот его не арестует, Гапон обратился к нему с горячей речью. В своей речи он рисовал бедственное положение рабочего класса и говорил о неизбежности политических реформ в России. Он убеждал министра пасть в ноги царю и умолять его принять петицию, обещая, что его имя будет записано в анналы истории. Однако Муравьёв не поддержал Гапона, ответив, что у него есть свой долг, которому он останется верен. Тогда Гапон попросил связать его по телефону с министром внутренних дел П. Д. Святополк-Мирским. Однако последний вообще отказался говорить со священником. Впоследствии Святополк-Мирский объяснял свой отказ беседовать с Гапоном тем, что не знал его лично.
На другой день, 8 января, состоялось заседание правительства, на котором собрались высшие чиновники государства. К этому времени все члены правительства ознакомились с текстом «гапоновской» петиции. В канцелярию министерства внутренних дел было доставлено несколько экземпляров. На заседании министр юстиции Муравьёв сообщил собравшимся о своей встрече с Гапоном. Министр охарактеризовал Гапона как ярого революционера и убеждённого до фанатизма социалиста. Муравьёв предложил арестовать Гапона и тем обезглавить возникшее движение. Муравьёва поддержал министр финансов В. Н. Коковцов. Министр внутренних дел Святополк-Мирский и градоначальник И. А. Фуллон слабо возражали. На заседании было решено арестовать Гапона и выставить заграждения из войск, чтобы не допустить рабочих к царскому дворцу. Затем Святополк-Мирский отправился к царю Николаю II в Царское село и ознакомил его с содержанием петиции. Со слов Муравьёва министр характеризовал Гапона как «социалиста» и доложил о принятых мерах. Николай записал об этом в своём дневнике. Судя по записям царя, сообщения министра носили успокоительный характер.
Согласно многочисленным свидетельствам очевидцев, никто в правительстве не предполагал, что в рабочих придётся стрелять. Все были уверены, что толпу удастся разогнать полицейскими мерами. Вопрос о принятии петиции даже не ставился. Содержание петиции, требовавшей ограничения самодержавия, делало её неприемлемой для властей. В правительственном докладе политические требования петиции характеризовались как «дерзкие». Само появление петиции было для правительства неожиданным и застало его врасплох. Заместитель министра финансов В. И. Тимирязев, участвовавший в заседании 8 января, вспоминал: «Никто не ожидал подобного явления, да и где же видано, чтобы в двадцать четыре часа собрать полуторастатысячную толпу ко дворцу и чтобы ей в двадцать четыре часа дать Учредительное собрание, — ведь это невиданное дело, дай всё сразу. Мы все растерялись и не знали, что делать». Власти не учли ни масштаба событий, ни последствий возможной стрельбы в безоружный народ. Из-за растерянности правительства инициатива перешла в руки военных властей. Утром 9 января 1905 года толпы рабочих во главе с Гапоном двинулись из разных концов города к Зимнему дворцу. На подступах к центру они были встречены войсковыми подразделениями и рассеяны кавалерией и ружейной стрельбой. Этот день вошёл в историю под именем «Кровавого воскресенья» и положил начало Первой русской революции. Год спустя, в январе 1906 года, в письме к министру внутренних дел Георгий Гапон писал: «9 января совершилось, к сожалению, не для того, чтобы послужить исходным пунктом обновления России мирным путём, под руководством Государя с возросшим сторицею обаянием, а для того, чтобы послужить исходным пунктом — начала революции».

## Петиция в оценках современников

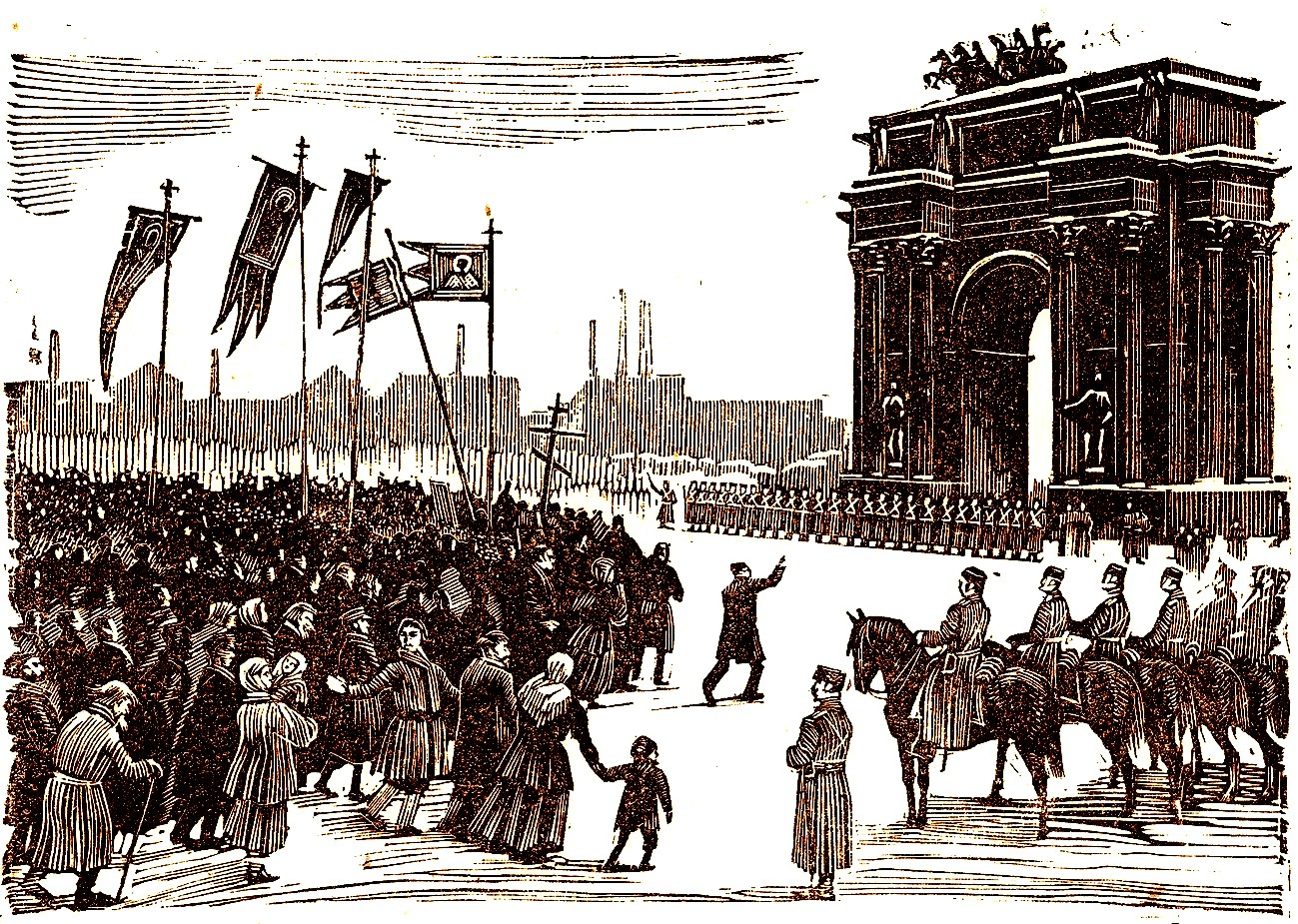
Утро 9 января у Нарвских ворот. Гравюра

Петиция 9 января 1905 года не была опубликована ни в одном легальном российском издании. Составление петиции происходило в условиях всеобщей забастовки, в которую были втянуты все предприятия Петербурга. 7 января забастовали все типографии, и в столице прекратился выпуск газет. 7 и 8 января Гапон вёл переговоры с издателями, обещая поставить на работу типографских рабочих, если издатели возьмутся напечатать петицию. Предполагалось, что она появится во всех газетах и разойдётся по Петербургу многотысячными тиражами. Однако этот план не был осуществлён из-за нехватки времени. После 9 января, когда начали выходить газеты, правительство запретило размещать в них какие-либо материалы о произошедших событиях, кроме официальных сообщений.
В результате большинству населения России содержание петиции осталось неизвестным. По воспоминаниям одного из чиновников, распоряжение не печатать петицию исходило от министра внутренних дел. Чиновник с сожалением отмечал, что неопубликование петиции дало повод для слухов, будто рабочие шли к царю с жалобой на свой малый заработок, а не с политическими требованиями. В то же время текст петиции в первой редакции был опубликован в ряде нелегальных изданий — в журнале «Освобождение», в газетах «Искра», «Вперёд» и «Революционная Россия», а также в иностранной печати. Представители революционной и либеральной интеллигенции обсуждали петицию и давали ей различные оценки.
Либералы в своих комментариях указывали на тождественность требований петиции с требованиями земских резолюций конца 1904 года. По убеждению либералов, петиция знаменовала присоединение рабочих к голосу общественности, требовавшей народного представительства и политических свобод. Представители революционных партий, напротив, находили в петиции влияние революционной пропаганды. В газетах социал-демократов утверждалось, что политические требования петиции тождественны программе-минимум социал-демократов и написаны под их влиянием. В. И. Ленин называл петицию «чрезвычайно интересным преломлением в умах массы или её малосознательных вождей программы социал-демократии». Высказывалось предположение, что петиция стала результатом соглашения между Гапоном и социал-демократами, которые настояли на включении в неё политических требований в обмен на свою лояльность к гапоновскому движению. В отличие от либералов, социал-демократы подчёркивали революционный характер требований петиции. Л. Д. Троцкий писал, что в торжественных нотах петиции «угроза пролетариев заглушала просьбу подданных». По словам Троцкого, «петиция не только противопоставила расплывчатой фразеологии либеральных резолюций отточенные лозунги политической демократии, но и вливала в них классовое содержание своими требованиями свободы стачек и восьмичасового рабочего дня».
В то же время революционеры подчёркивали двойственный характер петиции, противоречие между её формой и содержанием. В листовке Петербургского комитета РСДРП от 8 января говорилось, что требования петиции предполагают низвержение самодержавия, а потому бессмысленно обращаться с ними к царю. Царь и его чиновники не могут отказаться от своих привилегий. Свобода не даётся даром, она завоёвывается с оружием в руках. Анархист В. М. Волин отмечал, что петиция в своей окончательной форме представляла собой величайший исторический парадокс. «При всей лояльности к царю от него требовалось ни более ни менее, как дозволить — и даже совершить — революцию, которая в конечном итоге лишила бы его власти… Решительно, это было приглашение к самоубийству». Подобные же суждения высказывались и либералами.
Все комментаторы отмечали большую внутреннюю силу петиции, её воздействие на широкие народные массы. Французский журналист Э. Авенар писал: «Резолюции либеральных банкетов, даже резолюции земств кажутся такими бледными рядом с петицией, которую рабочие попытаются завтра представить царю. Она преисполнена благоговейной и трагичной важности». Петербургский меньшевик И. Н. Кубиков вспоминал: «Составлена была эта петиция талантливо в смысле приспособления её стиля к уровню и настроению петербургских рабочих масс того времени, и её неотразимое действие на самого серого слушателя с полной очевидностью отражалось на лицах рабочих и их жён». Большевик Д. Ф. Сверчков называл петицию «лучшим художественно-историческим документом, в котором отразились, как в зеркале, все настроения, охватившие рабочих в это время». «Странные, но сильные ноты слышались в этом историческом документе», — вспоминал эсер Н. С. Русанов. А по словам эсера В. Ф. Гончарова, петиция была «документом, производившим громадное, революционизирующее воздействие на рабочую массу». Многие подчёркивали практическое значение петиции. «Её историческое значение, однако, не в тексте, а в факте, — отмечал Л. Троцкий. — Петиция была только введением к действию, которое объединило рабочие массы призраком идеальной монархии, — объединило для того, чтобы тотчас же противопоставить пролетариат и реальную монархию, как двух смертельных врагов».

## Историческое значение петиции
События 9 января 1905 года стали началом Первой русской революции. А уже через девять месяцев, 17 октября 1905 года, император Николай II подписал Манифест, который даровал жителям России политические свободы. Манифест 17 октября удовлетворял основные требования, выставленные в Петиции 9 января. Манифест даровал населению неприкосновенность личности, свободу совести, свободу слова, свободу собраний и свободу союзов. Манифест учреждал народное представительство в форме Государственной думы и даровал избирательное право всем сословиям. Он признавал за народными представителями право утверждать законы и надзирать за законностью действий властей. Современники отмечали связь между событиями 9 января и Манифестом 17 октября. Журналист Н. Симбирский в годовщину «Кровавого воскресенья» писал: «Рабочие в этот день пошли добывать свободу русскому народу своей грудью… И добыли, устлав трупами своих лучших борцов улицы Петербурга…» Обозреватель газеты «Слово» отмечал: «Не смерть несла с собою эта масса, не разрушение готовили эти герои, — они несли петицию о свободе, той самой свободе, которая теперь только мало-помалу реализуется». А главный автор петиции, Георгий Гапон, в открытом письме к гражданам напоминал, что рабочие, герои 9 января, «своей кровью проложили вам, гражданам России, широкую дорогу к свободе».
Современники отмечали историческую уникальность Петиции 9 января 1905 года. С одной стороны, она была выдержана в духе верноподданной просьбы, обращённой к монарху. С другой стороны, она содержала революционные требования, исполнение которых означало полное преобразование социального и политического строя государства. Петиция стала исторической вехой между двумя эпохами. Она была последней в российской истории челобитной и одновременно — первой революционной программой, вынесенной на площадь сотнями тысяч людей. Большевик Д. Ф. Сверчков, сравнивая петицию с программой социал-демократической партии, писал:
«И вот, впервые в истории мира, программа революционной рабочей партии была написана не в прокламации, направленной против царя, а в смиренной петиции, полной любви и уважения к этому самому царю. Впервые эта программа была вынесена на улицу сотнями тысяч трудящихся не под красными знамёнами революции, а под церковными хоругвями, иконами и царскими портретами, впервые во время шествия подписавших эту петицию рабочих раздавалось пение не „Интернационала“ или рабочей марсельезы, а молитвы „Спаси, Господи, люди Твоя…“, впервые во главе этой небывалой по количеству участвующих, революционной по существу и мирной по форме демонстрации шёл священник в облачении и с крестом в руках… Такого шествия никогда до тех пор не видела ни одна страна и ни одна эпоха».
Публицист И. Вардин отмечал радикализм социальных требований петиции, предвосхитивших лозунги Октябрьской революции 1917 года. Программа, изложенная в петиции, была программой не обычной, буржуазной, а небывалой дотоле рабоче-крестьянской социальной революции. Эта программа была направлена не только против самодержавно-чиновничьего, политического гнёта, но одновременно и с одинаковой силой — против экономического гнёта, против всевластия помещиков и капиталистов. «9-го января 1905 года в России началась самая передовая, самая полная революция из всех ранее бывших. Поэтому она потрясла весь мир».
Один из лидеров «Союза освобождения» Е. Д. Кускова назвала петицию русской народной хартией. «В хартии подробно перечислялись те права народа, которые надлежало закрепить за ним, как права неотъемлемые… Родившись под пулями бесстрастной армии, русская народная хартия идёт с тех пор всякими путями к своему осуществлению… Тихо спят мученики 9 января в своих могилах. Память о них долго будет жить в народном сознании и долго ещё они, мёртвые, будут указывать путь живым: к народной хартии, которую они несли и за которую погибли…»

## Текст петиции
- Петиция рабочих Санкт-Петербурга для подачи царю Николаю II // Красная летопись. — Л., 1925. — № 2. — С. 30—31.
- Петиция рабочих и жителей Санкт-Петербурга для подачи царю Николаю II // Красная летопись. — Л., 1925. — № 2. — С. 33—35.
- Петиция рабочих и жителей Санкт-Петербурга. Архивировано 24 февраля 2015 года.. 09.01.1905. Проект Российского военно-исторического общества «100 главных документов российской истории».